# John Alick
John Alick (* 25. April 1991 in Luganville) ist ein vanuatuischer Fußballspieler.

## Karriere

### Verein
Vom Malampa Revivors FC wechselte er aus seiner Heimat Anfang 2016 nach Papua-Neuguinea, wo er sich Hekari United anschloss. Nach einem halben Jahr kehrte er nach Vanuatu zurück und spielt seit August 2017 für den Solomon Warriors FC auf den Salomonen.

### Nationalmannschaft
Für die A-Nationalmannschaft debütierte er am 23. November 2017 bei einer 0:1-Freundschaftsspielniederlage gegen Estland. Danach nahm er auch an den Mini-Pazifikspielen 2017 teil. Nach zwei Jahren Pausen folgten im Jahr 2019 ein paar Freundschaftsspiele sowie eine Partie bei den Pazifikspielen 2019.
Danach folgten knapp drei Jahre ohne Einsatz, nach denen er jeweils ein paar Einsätze beim MSG Prime Ministers’ Cup 2022 und bei der Ausgabe im Jahr 2023 erhielt. Im Verlauf des weiteren Jahres folgten noch Einsätze bei den Pazifikspielen 2023. Er war anschließend bei der Ozeanienmeisterschaft 2024 dabei und kam in allen Spielen inklusive des Finales, welches gegen Neuseeland verloren wurde, zum Einsatz.